# 維蘭山
47°0′45.7″N 9°36′11.4″E / 47.012694°N 9.603167°E

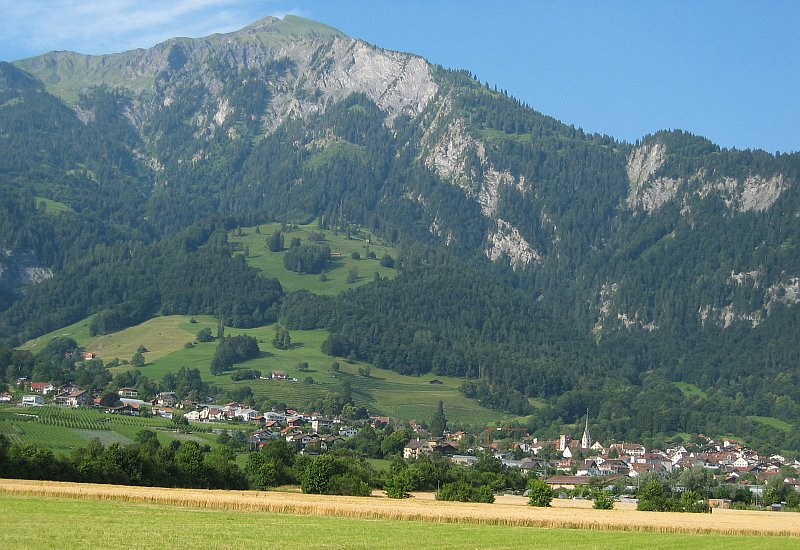

維蘭山（Vilan, Schweiz），是瑞士的山峰，位於該國東南部，由格勞賓登州負責管轄，屬於雷蒂孔山的一部分，海拔高度2,376米，每年平均降雨量1,729毫米。